# Дежнёвское сельское поселение
Дежнёвское се́льское поселе́ние — муниципальное образование в Ленинском районе Еврейской автономной области Российской Федерации.
Административный центр — село Дежнёво.

## История
Статус и границы сельского поселения установлены Законом Еврейской автономной области от 26 ноября 2003 года № 231-ОЗ «О статусе и границе Ленинского муниципального района»

## Население
| 2010  | 2011  | 2012  | 2013  | 2014  | 2015  | 2016  |
| ----- | ----- | ----- | ----- | ----- | ----- | ----- |
| 1887  | ↘1869 | ↘1844 | ↘1812 | ↘1767 | ↘1712 | ↘1679 |
| 2017  | 2018  | 2019  | 2020  | 2021  | 2023  |       |
| ↘1644 | ↘1622 | ↘1591 | ↘1573 | ↘1301 | ↘1275 |       |

## Состав сельского поселения
| № | Населённый пункт | Тип населённого пункта       | Население |
| - | ---------------- | ---------------------------- | --------- |
| 1 | Дежнёво          | село, административный центр | ↘966      |
| 2 | Квашнино         | село                         | ↘238      |
| 3 | Новое            | село                         | ↘683      |